# Louis Spohr
Louis Spohr (tên khai sinh là Ludwig Spohr) là nhà soạn nhạc, nghệ sĩ đàn violin và nhạc trưởng người Đức. Ông là một trong những nghệ sĩ violin lớn nhất mọi thời đại.

## Cuộc đời và sự nghiệp
Ông sinh tại Braunschweig con của công tước Brunswick-Wolfenbüttel. Louis Spohr là học trò của hai nhà soạn nhạc không ai biết đến, nhưng lại nhận mình là môn đệ của Wolfgang Amadeus Mozart, nghiên cứu tổng phổ của thiên tài âm nhạc này. Spohr lần lượt là nhạc công của quận công vùng Brunswick, dàn nhạc của quận công vùng Lotha và nhà hát ở Viên, nơi ông quen biết Ludwig van Beethoven. Từ năm 1822, Spohr là nhạc trưởng của Hasse-Kassel.

## Tác phẩm
Spohr sáng tác hơn 150 tác phẩm có đánh số, gần 140 tác phẩm không đánh số. Louis Spohr đã viết:
- 10 vở opera
- bốn bản oratorio
- một bản mixa
- Các bản thánh ca cho đơn ca, hợp xướng và dàn nhạc giao hưởng
- chín bản giao hưởng
- 15 bản concerto cho violin và dàn nhạc giao hưởng
- Các tác phẩm nhạc thính phòng:

- 33 bản tứ tấu đàn dây
- Nhiều tác phẩm cho violin và piano, violin và hạc cầm

- Gần 100 ca khúc